# Глибоководні (фільм)
Глибоководні (The Deep Ones) — американський науково-фантастичний фільм жахів 2020 року, сценарист і режисер Чед Феррін, заснований на романі Говарда Лавкрафта 1931 року «Морок над Інсмутом». Продюсерами фільму стали Чад Феррін, Джина Ла Піана, Роберт Міано та Джефф Олан.

## Про фільм
Подружня пара орендує Airbnb на пляжі. Вони опиняються в оточенні незвичайних сусідів і випадковостей.
Незабаром вони виявляють, що опинилися в полоні таємничого культу та стародавнього морського бога, якому поклоняються.

## Знімались
| Актор              | Роль        |
| ------------------ | ----------- |
| Джина Ла Піана     | Алекс       |
| Роберт Міано       | Рассел Марш |
| Йоганн Урб         | Петрі       |
| Сільвія Спросс     | Інгрід      |
| Ніколас Костер     | Фінлі       |
| Келлі Мароні       | Емброуз     |
| Роберт Стівен Рейн | Бак Гупер   |
| Генджі Гоук        | Сирена      |